# Liberale Synagoge (Darmstadt)

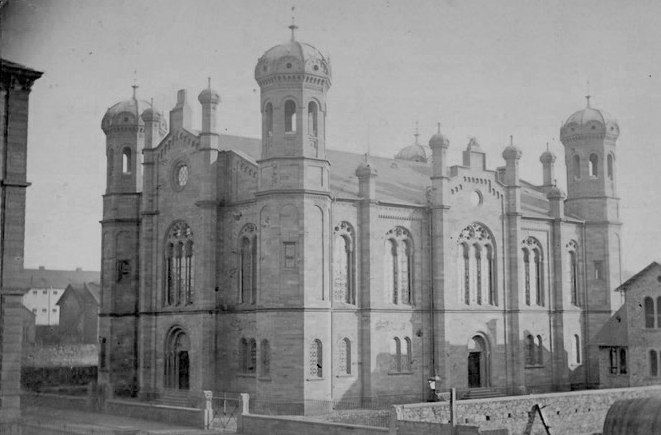
Liberale Synagoge in Darmstadt

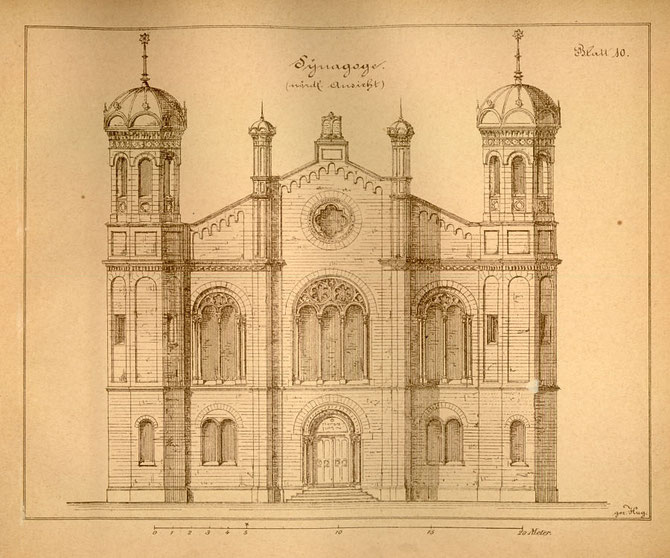
Bauzeichnung der Hauptfassade

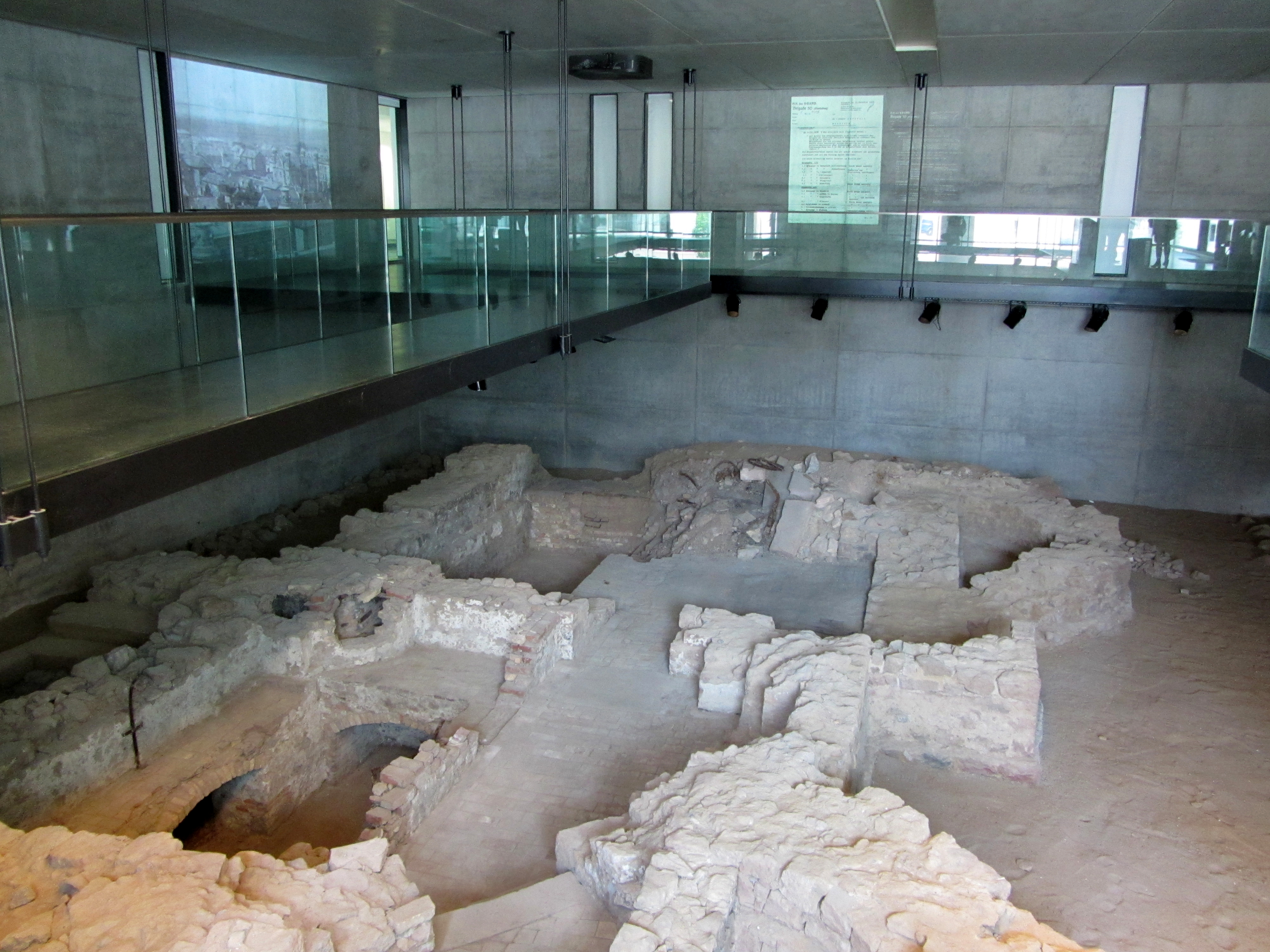
Ausgrabungen der Fundamente und Gedenkstätte

Die Liberale Synagoge in Darmstadt, einer Großstadt im Süden Hessens (Deutschland), wurde von 1873 bis 1876 errichtet. Die ehemalige Synagoge, die am 23. Februar 1876 eingeweiht wurde, stand in der Friedrichstraße 2 im neu geschaffenen Johannesviertel.

## Architektur
Die Synagoge wurde nach Plänen des Stadtbaumeisters Eduard Wilhelm  Köhler (1822–1882) errichtet. Die Bauausführung stand unter der Leitung seines Assistenten Stephan Braden, der 1880 sein Nachfolger als Stadtbaumeister wurde. Das neuromanische Bauwerk mit Anleihen an die orientalisierende Architektur war ein repräsentativer und imposanter Sakralbau. Die vier kuppelbekrönten Ecktürme waren von weither sichtbar. Die Außenflächen waren mit roten Sandsteinen verkleidet. Die Dächer des Schiffs waren mit Schiefer und die Ecktürme mit Zink eingedeckt.
Das Innere war durch zwei Säulenreihen, die auf Stichbögen die Emporen trugen, in drei Schiffe geteilt. Der Almemor befand sich an der Ostwand der Synagoge. Dies war auch ein Ausdruck und Unterscheidungsmerkmal des liberalen Judentums. Dort befand sich auch das Vorlesepult des Rabbiners mitsamt der Thora. Die Orgel unterstreicht die liberale Ausrichtung der jüdischen Gemeinde. Das Musikinstrument wäre in einer orthodoxen Gemeinde undenkbar.

## Zeit des Nationalsozialismus
Beim Novemberpogrom 1938 fiel die Synagoge einem Brandanschlag von SA-Männern zum Opfer.

## Erinnerungsort Liberale Synagoge
Im Oktober 2003 wurden bei Aushubarbeiten für einen Neubau im Städtischen Klinikum die Überreste der Liberalen Synagoge entdeckt. Der Magistrat der Stadt Darmstadt beschloss am 13. April 2004, an der Fundstelle eine Gedenkstätte zu errichten und in das Konzept des geplanten Neubaus zu integrieren. Die aufgefundenen Fundamente (sie entsprechen etwa einem Sechstel der ursprünglichen Grundfläche der Synagoge) wurden freigelegt, gereinigt und konserviert. Eine stützenfreie Sichtbetonhülle des Architekten Jörg Friedrich umgibt die 15 mal 15 Meter große Gedenkstätte, die über von der Decke abgehängte Stege und Brücken begehbar ist. Durch das künstlerisch-didaktische Konzept von Ritula Fränkel und Nicolas Morris werden die Funde erläutert. Am 9. November 2009 wurde der Erinnerungsort Liberale Synagoge seiner Bestimmung übergeben.